# أوراق التاروت (لعبة)

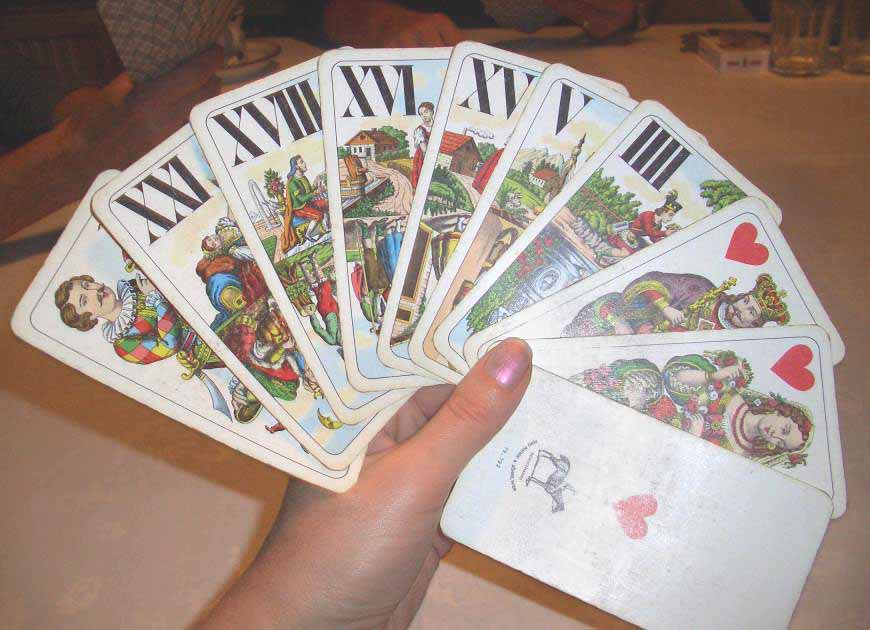
Tarot deck

أوراق التاروت (tarot) (/[invalid input: 'icon']ˈtæroʊ/؛ عُرفَ في البداية باسم تريونفي ثم تاروتشي (tarocchi) وتاروك، ومسميات أخرى) هي عبارة عن مجموعة من أوراق اللعب (يبلغ عددها غالبًا 78 ورقة)، استُخدِمت منذ منتصف القرن الخامس عشر في مناطق مختلفة من أوروبا للعب مجموعة من ألعاب الورق، مثل: التاروتشيني الإيطالية والتاروت الفرنسي. وقد استخدم الصوفيون والمنجمون التاروت منذ أواخر القرن الثامن عشر وحتى الوقت الحاضر في جهودهم في الكهانة أو كخريطة للطرق العقلية والروحية.
يتكون التاروت من أربع منظومات (تختلف باختلاف المنطقة، والمنظومات الفرنسية في أوروبا الشمالية، والمنظومات اللاتينية في أوروبا الجنوبية، والمنظومات الألمانية في أوروبا الوسطى). تحتوي كلٌ من هذه المنظومات على ورق نقط يَعِدّ من أول ورقة في اللعب وحتى عشرة، و أربعة أوجه بطاقة حيث يبلغ إجمالي عدد الأوراق 14. بالإضافة إلى ذلك، يتميز التاروت ب21 منظومة منفصلة من الورق الرابح وورقة واحدة تُعرف باسم المهرج (the Fool). ويلعب المهرج دوره كأولى الأوراق الرابحة أو لمنع المنظومة التالية، تبعًا للعبة.
يُطلق فرانسوا رابيليه (François Rabelais) اسم تارو (tarau) على واحدة من الألعاب في جارجانتوا (Gargantua) في روايته جارجانتوا وبانتاجرويل (Gargantua and Pantagruel)؛ ربما يكون هذا هو الدليل الأول على الشكل الفرنسي للاسم.[بحاجة لمصدر] تستخدم أوراق التاروت في أوروبا للعب ألعاب الورق. في الدول المتحدثة بالإنجليزية، تستخدم أوراق التاروت لأغراض تكهنية في المقام الأول بالرغم من أن هذه الألعاب غالبًا لا يلعبها أحد هناك. يُطلق المنجمون على الأوراق الرابحة والمهرج اسم «الأركانا الكبرى» (Major Arcana)، بينما تسمَّى النقاط العشر والأوراق الأربع من كل منظومة باسم الأركانا الصغرى (Minor Arcana). وقد تتبَّع بعض كتّأب التنجيم أثر أوراق التاروت وأرجعوها إلى مصر القديمة أو الـقبالة (يهودية) (Kabbalah) ولكن ليس هناك دليل موثَّق على أصول التاروت أو استخدامه للتكهن قبل القرن الثامن عشر.